# Fatal Heritage
Fatal Heritage ist ein Adventure-Computerspiel des deutschen Spieleentwicklers Egosoft und der Medienagentur Delta Konzept. Es erschien 1990 für Amiga-Heimcomputer.

## Beschreibung
Die Spielerfigur erfährt, dass sie unerwartet Erbe einer südamerikanischen Farm ihres verstorbenen Onkels geworden ist. Unglücklicherweise verschwindet das Testament und auch das Drogenkartell ist hinter dem unverhofften Erben hinterher. Auf der Suche nach dem verschollenen Testament und Antworten, was es mit der Erbschaft genau auf sich hat, reist die Spielerfigur durch die Welt.
Fatal Heritage ist ein Adventure mit Point-&-Click-Steuerung. Der Spieler untersucht die Schauplätze des Spiels auf hilfreiche Gegenstände, die er zur Lösung verschiedener Rätsel nutzen kann, und führt mit anderen Spielfiguren Gespräche im Multiple-Choice-Verfahren, in denen er Informationen und Unterstützung für seine Aufgabenstellungen erlangen muss. Der Spieler steht dabei unter latentem Zeitdruck, da nach einer gewissen Spielzeit die Killer des Kartells erscheinen, um die Spielerfigur zu ermorden. In einem Minispiel kann der Spieler versuchen, diese abzuwehren, andernfalls endet das Spiel mit einem Game Over.

## Rezeption
„‚Fatal Heritage‘ ist eine runde Sache, was man wahrlich nicht von vielen deutschen Abenteuern sagen kann. Die Rätsel sind schön knackig; die Steuerung einfach und zweckmäßig. Einzig die Story und die Konversations-Sequenzen hätten etwas weniger flach ausfallen können.“

„Die Grafiken sind durchwegs sehenswert, die Sounds stimmig und die witzigen Texte komplett in deutsch. OK, die Unterspielchen sind ein bißchen dürftig, und über den Sinn oder Unsinn der zahlreichen Sparkassen-, Zigaretten-, oder sonstigen Produkt-Logos kann man auch geteílter Meinung sein. Alles in allem ist Fatal Heritage aber ein spielenswertes Adventure, das all jenen gefallen dürfte, die an Games wie z.B. ‚Stadt der Löwen‘ eigentlich nur die mangelnde Dauermotivation auszusetzen hatten.“